# 島根県道271号稗原木次線
島根県道271号稗原木次線（しまねけんどう271ごう ひえばらきすきせん）は、島根県出雲市から雲南市に至る一般県道である。

## 概要
出雲市稗原町から雲南市木次町木次に至る。

### 路線データ
- 起点：島根県出雲市稗原町（島根県道51号出雲奥出雲線交点）
- 終点：島根県雲南市木次町木次（島根県道45号安来木次線交点）

## 路線状況

### 重複区間
- 国道54号（雲南市三刀屋町三刀屋・三刀屋町三刀屋交差点 - 雲南市三刀屋町三刀屋）

### 道路施設

#### 橋梁
- 古城橋（古城川、雲南市）
- 三刀屋橋（三刀屋川、雲南市）
- 簸上（ひかみ）橋（斐伊川、雲南市）
- 木次橋（久野川、雲南市）

## 地理

### 通過する自治体
- 島根県
  - 出雲市 - 雲南市

### 交差する道路
| 交差する道路                                        | 市町村名 | 交差する場所   | 交差する場所         |
| --------------------------------------------------- | -------- | -------------- | -------------------- |
| 島根県道51号出雲奥出雲線                            | 出雲市   | 稗原町         | 起点                 |
| 国道54号 重複区間起点                               | 雲南市   | 三刀屋町三刀屋 |                      |
| 島根県道272号吉田三刀屋線                           | 雲南市   | 三刀屋町三刀屋 |                      |
| 国道54号 重複区間終点                               | 雲南市   | 三刀屋町三刀屋 | 三刀屋町三刀屋交差点 |
| 国道314号                                           | 雲南市   | 木次町下熊谷   |                      |
| 島根県道45号安来木次線 島根県道156号木次横田線 重複 | 雲南市   | 木次町木次     | 終点                 |

### 沿線
- 雲南市立三刀屋小学校
- 島根県立出雲養護学校 雲南分教室
- 斐伊川